# 금융가
금융가(金融街, financial district)는 주로 증권 거래소와 중앙 은행의 주변에 있는 증권 회사나 은행 등의 금융 기관의 본사나 점포가 집중하고 있는 금융 센터이며, 마천루를 포함한 고층 빌딩 거리를 형성하는 경우가 많다. 금융가와 그것을 포함 중심 업무 지구 (CBD)를 파이낸셜 디스트릭트(Financial District)라고도한다. 금융가를 포함한 중심 업무 지구를 형성하고있는 파이낸셜 디스트릭트는 도시 구획의 성격상 도시의 중추이나 요충지에 위치해있는 것이 대부분이다.
- 파이낸셜 디스트릭트 (로스앤젤레스)
- 파이낸셜 디스트릭트 (샌프란시스코)
- 파이낸셜 디스트릭트 (맨해튼)
- 디트로이트 파이낸셜 디스트릭트

## 같이 보기
- 제목에 "금융가" 항목을 포함한 모든 문서

| Disambiguation icon | 이 문서는 명칭이 같고 같은 종류에 속하는 여러 대상을 연결하는 색인 문서입니다. |